# Tunel aerodynamiczny

Schemat zamkniętego tunelu aerodynamicznego

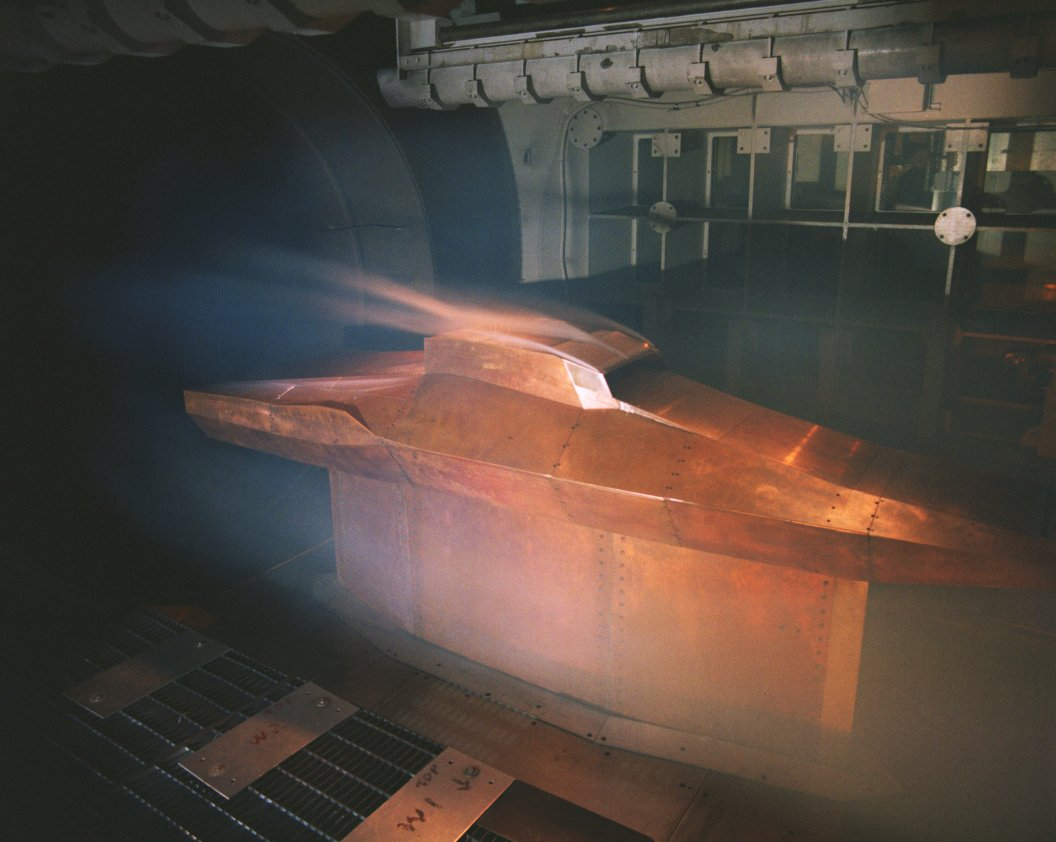
Model samolotu X-43 w tunelu aerodynamicznym

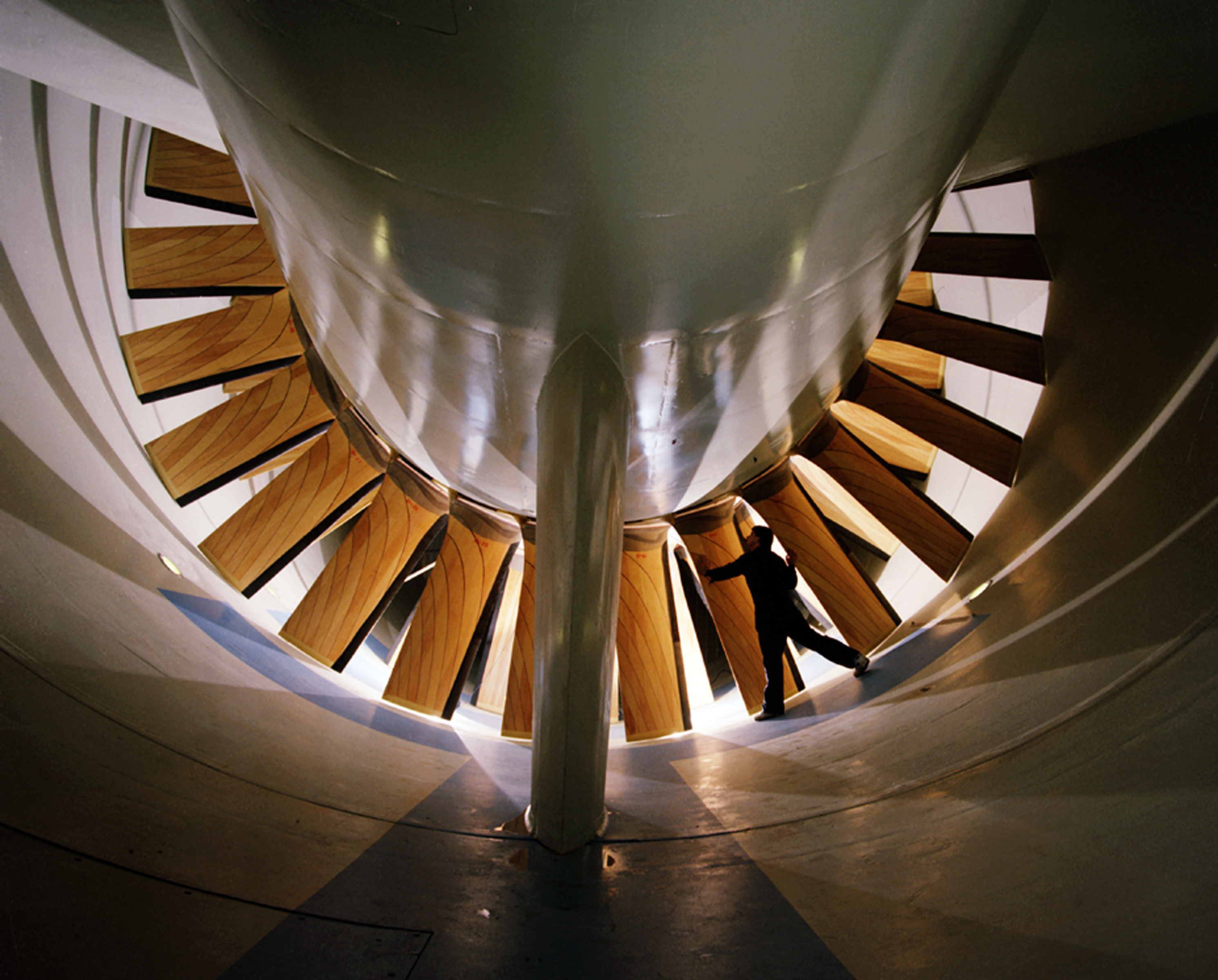
Wentylator w tunelu transonicznym

Tunel aerodynamiczny – podstawowe urządzenie badawcze aerodynamiki doświadczalnej, wykorzystywane do badania opływu gazu lub cieczy wokół obiektu. Ma postać tunelu, w którym generuje się ciągły ruch powietrza i umieszcza w nim modele badanych obiektów, obserwując przepływ i mierząc siły działające na model.

## Podstawy działania
W urządzeniu tym wykorzystuje się jednorodny strumień powietrza, który opływa badany przedmiot. Dzięki względności ruchu poruszające się powietrze działa tak samo na model jakby to powietrze było nieruchome a model poruszał się w tym ośrodku. Zaletą tego jest, że stacjonarny obserwator jest w stanie obserwować zjawiska występujące na modelu w trakcie jego rzeczywistego ruchu.

## Konstrukcja
Tunele aerodynamiczne mogą pracować w obiegu zamkniętym lub otwartym. Powietrze w tunelu jest wprawiane w ruch za pomocą turbin, dysz (ang. nozzles), kontrolowanych przepustów (ang. draft dampers) czy lotek. W przypadku dużych tuneli, o dużej średnicy, stosuje się kilka zintegrowanych w tunelach przepływowych (ang. ducts) turbin. Małe tunele mogą mieć turbiny napędzane silnikami elektrycznymi jednak w dużych tunelach bardziej wydajne okazują się silniki turbinowe.
Powietrze opuszczające wentylator jest zazwyczaj burzliwe (ruch turbulentny) przez co jego wykorzystanie nie dawałoby wyników bliskich opływowi rzeczywistemu (w przypadku gdy badany obiekt porusza się w powietrzu bez turbulencji). Dlatego też wentylator jest umieszczony z dala od modelu, a w przestrzeni między nimi umieszczone są odpowiednie stabilizatory. Aby przepływ był jak najbardziej liniowy przekrój kanału zazwyczaj jest kołowy a ścianki gładkie, co niweluje niekorzystne działanie lepkości. Mimo tych działań wyniki otrzymywane w tunelach nieco odbiegają od otrzymywanych w rzeczywistości co zmusza do ustalania pewnych współczynników korekcyjnych. Dotyczy to np. sytuacji gdy model zawieszony jest na linkach i należy zniwelować ich oddziaływanie.

## Pomiary
1. Rozkład ciśnienia – dzięki odpowiednim czujnikom umieszczanym na powierzchniach modelu można ustalić rozkład różnicy ciśnień, co jest wykorzystywane przy badaniach gdzie dominującymi zjawiskami są zjawiska ciśnieniowe, np. przy opływie profilu lotniczego czy modeli bolidów w skali w Formule 1.
2. Siły i momenty – dzięki odpowiedniej konstrukcji tunelu możliwe są też pomiary sił i momentów działających na model. Wykorzystywane jest to np. przy badaniu modeli samolotów na różnych kątach natarcia do wyznaczenia współczynników oporu i siły nośnej.
3. Wizualizacja przepływu – ze względu na przezroczystość powietrza nie jest możliwe oglądanie ułożenia linii strumieni ruchu powietrza wokół testowanego obiektu. Aby było to możliwe wykorzystuje się dmuchawę dymną lub wtryskuje się specjalny barwny fluid do wizualizacji opływających przedmiot strumieni powietrza. Wizualizacja ta umożliwia np. obserwowanie strumieni opływowych gdzie następuje zmiana ciśnień, i podciśnień, VORTEX, zawirowania czy turbulencja powietrza, nadciśnienia i podciśnienia lub oderwanie warstwy przyściennej (film). Czasami tę metodę można obserwować na niektórych reklamach aparatów mechanicznych pralek, suszarek, samochodów.

W trakcie badania i interpretacji wyników dla obiektów w skali różnej od 1:1 ważne jest zachowanie liczb podobieństwa, np.:
- liczby Macha
- liczby Froude’a
- liczby Strouhala
- liczby Reynoldsa

## Pionowe tunele aerodynamiczne
Pionowe tunele aerodynamiczne są wykorzystywane do treningów przez skoczków spadochronowych. Strumień powietrzna kierowany w górę z prędkością dochodzącą do 300 km/h umożliwia unoszenie się człowieka nad podłożem.